# Elisabeth Kopp
Elisabeth Kopp (Zúrich, Suiza, 16 de diciembre de 1936-Zumikon, 7 de abril de 2023) fue una política suiza y la primera mujer en ser elegida para el Consejo Federal Suizo (1984-1989). Miembro del Partido Radical Democrático.

## Ámbito político
Nacida como Anna Elisabeth Iklé el 16 de diciembre de 1936 en la ciudad de Zúrich en el seno de una familia de industriales textiles originarios de San Galo. Originaria de las comunas de Niederönz, Lucerna y Zumikon, así como "ciudadana de honor" de Unterbäch. Elisabeth termina el liceo en Berna y estudia Derecho en la Universidad de Zúrich. En 1956 hace un viaje a Hungría. El año siguiente se adhiere a la sección femenina del Partido Radical Democrático de la ciudad de Zúrich. Además realiza su servicio complementario femenino, en aquella época equivalente al servicio militar femenino. En 1960 se casa con el abogado Hans W. Kopp.
En 1970 es elegida para el Concejo municipal de Zumikon, ciudad de la que sería alcaldesa en 1974. Su carrera política nacional se abre en 1979, cuando es elegida al Consejo Nacional. Además en 1984 es nombrada vicepresidenta del Partido Radical suizo.

## Consejo Federal
Elisabeth Kopp es elegida al Consejo Federal el 2 de octubre de 1984 contra Bruno Hunziker. Es la primera mujer en acceder a las funciones supremas del país. En su cargo, toma las riendas del Departamento Federal de Justicia y Policía, haciéndose destacar por su política en materia de asilo, que ella reforma profundamente, con el fin de autorizar un tratamiento más rápido de los finales de "No recibir" y de integrar la posibilidad de tomar medidas excepcionales cuando las circunstancias lo aconsejen.

## Retiro
Hans W. Kopp, marido de Elisabeth, es miembro del Consejo de administración de Shakarchi Trading, al cual renuncia en octubre de 1988 tras haber recibido una llamada telefónica de su esposa que le aconseja que se retire. El hecho de que hubiera utilizado información "confidencial" con fines personales valió para que la prensa pidiera el retiro de Elisabeth. Ese mismo año es elegida vicepresidenta de la Confederación, aunque la alta presión mediática hace que Elisabeth Kopp renuncie a dicho cargo el 12 de enero de 1989.